# Vuk Kulenović
Vuk Kulenović (Sarajevo, 21. jul 1946 — Boston, 10. april 2017) bio je srpski kompozitor i nastavnik savremene klasične muzike. Predavao je kontrapunkt, orkestraciju i kompoziciju na Berkli koledžu za muziku (engl. Berklee College of Music). U njegovim delima osećaju se različiti uticaji, uključujući i džez, indijske rage, narodne muzike Balkana, rok muzika i mnogi drugi savremeni stilovi. Napisao je preko 100 dela za različite sastave - simfonijski orkestar, solo instrumente, kamerne sastave, hor, kao i vokalne kompozicije, balet, ali i muziku za film i scensku muziku.

## Život

### Rane godine
Kulenović je rođen 1946. godine u Sarajevu, u uglednoj srpskoj porodici — književnika Skendera Kulenovića i glumice Vere Crvenčanin Kulenović, Vuk se takođe izjašnjavao kao Srbin. Studirao je klavir i kompoziciju na Muzičkoj akademiji u Ljubljani kod Alojza Srebotnjaka, a kasnije na Fakultetu muzičke umetnosti u Beogradu kod Enrika Josifa. Kasnije je učio kod Milka Kelemena. u Štutgartu. Tokom studija upoznao se sa dodekafonijom Arnolda Šenberga, ali ovakav način komponovanja nije imao puno uticaja na Kulenovićev dalji rad. U tom periodu on je komponovao u stilu minimalizma, pre nego što su ovaj stil popularizovali kompozitori kao što je Stiv Rajh i Filip Glas. Predavao je na Fakultetu muzičke umetnosti u Beogradu u periodu 1979-1990, gde je stekao zvanje magistra.

### Odlazak u Sjedinjene Američke Države
Juna 1992. godine u Beogradu, Kulenović je organizovao protest muzičara i umetnika (prvi ovakve vrste) protiv režima srpskog predsednika Slobodana Miloševića. Ovakav postupak ga je doveo u nepovoljan položaj kod tadašnje vlasti, i kada je počeo da prima ozbiljne pretnje, sa ženom i dva sina, prebegao je u Sjedinjene Američke Države, gde ga je čekala Fulbrajt stipendije koju dodeljuje Konzervatorijum Nove Engleske iz Bostona. Prvo je predavao na lokalnim koledžima i školama u Bostonu, a od jeseni 2006 radio je na Berkli muzičkom koledžu. Pored pedagoške aktivnosti, bio je aktivan i kao kompozitor.
Njegov sin je dirigent Vladimir Kulenović (1980).
Iznenada je preminuo 10. aprila 2017. u Bostonu gde je živeo i radio.
Posedovao je dvojno državljanstvo (Srbija/SAD).

## Dela

### Za solo instrumente
1. Bugi, klavirski koncert
2. Predeli koji nestaju,koncert za gitaru i orkestar (1994)
3. Concerto Grosso za violinčelo i gudače (2001)
4. Obožavanje Meseca, za solo violinu i kamerni orkestar(2005)

### Filmska muzika
1. South Africa: Beyond a Miracle (2001)
2. Prelude to Kosovo: War and Peace in Bosnia and Croatia (1999) (u saradnji sa Alexis Gavras i Vedranom Smailovićem)
3. Iskušavanje đavola (1989)
4. U ime naroda (1987)
5. Kraljeva završnica (1987)
6. Davitelj protiv davitelja (1984)
7. Igmanski marš (1983)
8. Dorotej (1981)
9. Čovjek, čovjeku (1973)

## Spoljašnje veze
- [https://web.archive.org/web/20101120210549/http://www.clearnote.net/Night_Wanderings.html